# Panorpa galloisi
Panorpa galloisi är en näbbsländeart som beskrevs av Tsutome Miyake 1911. 
Panorpa galloisi ingår i släktet Panorpa och familjen skorpionsländor. Inga underarter finns listade i Catalogue of Life.